# Egnasia distorta
Egnasia distorta är en fjärilsart som beskrevs av Swinhoe 1900. Egnasia distorta ingår i släktet Egnasia och familjen nattflyn. Inga underarter finns listade i Catalogue of Life.